# Герб Еловского района
Герб Еловского района — официальный символ Еловского района Пермского края Российской Федерации.
Ныне действующий герб Еловского района утверждён решением Земского Собрания Еловского муниципального района от 8 ноября 2010 года № 60 и внесён в Государственный геральдический регистр Российской Федерации с присвоением регистрационного № 7029.

## Геральдическое описание герба
В золотом поле с лазоревой вогнутой главой на черной земле три зеленые ели, средняя выше.

## История

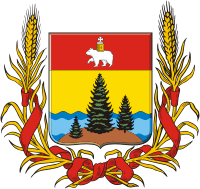
Герб Еловского района 2005 года

Решением Земского Собрания Еловского района от 20 марта 1998 года «Об утверждении Положения о гербе с. Елово» был утверждён герб, автором которого был Ю. К. Николаев, а художником А. П. Зырянов. Описание герба: «Герб села Елово представляет собой геральдический щит, в золотом поле которого помещены три разновеликие ели, стоящие на золотистом бугре, ознаменующем холмистую местность Еловского района, который омывается водами р. Камы, как и само село Елово. Украшение щита, согласно Высочайшему Указу от 4 июля 1857 года, — Александровская лента с двумя золотыми колосьями, говорящими о том, что исторически земли Еловского района значимы, были своим земледелием и хлебной торговлей. В верхней части щита находится герб Пермской области, занимающий 1/3 его поверхности по вертикали. Герб с. Елово может преображаться и без герба Пермской области, то есть с полным заполнением щита золотым полем.».
Следующий в истории герб Еловского района был утверждён решением Земского Собрания Еловского района от 16 декабря 2005 года № 108. Описание герба: «В золотом поле три разновеликих ели зеленого цвета, стоящие на золотом бугре, омываемом лазоревыми (голубыми) водами».